# Round Harbour
Round Harbour is een spookdorp op het eiland Newfoundland in de Canadese provincie Newfoundland en Labrador. De laatste bewoners van de afgelegen outport vertrokken in 2016.

## Geschiedenis
In de vroege 19e eeuw waren er reeds enkele professionele zalmvissers gevestigd te Round Harbour. De eerste officiële volkstelling van Newfoundland stelde in 1836 een inwoneraantal van 18 vast.
In 1884 was er een handelaar gevestigd en had het dorp een Anglicaanse kapel en school. Behalve uit de visserij haalden de inwoners ook inkomsten uit een mijn die actief was tot in 1917.
In 1951 bereikte Round Harbour haar demografisch hoogtepunt met een bevolkingsomvang van 114. In de jaren 60 hervestigden veel mensen zich echter naar grotere dorpen in de regio zoals Baie Verte en LaScie. De school sloot haar deuren en de moeilijkheden om schoolbussen in het dorp te krijgen in de wintermaanden zorgden ervoor dat veel jonge gezinnen vertrokken.
De ineenstorting van de Noordwest-Atlantische kabeljauwvisserij in 1992 zorgde ervoor dat het kleine, afgelegen vissersgehucht Round Harbour de genadeslag kreeg. De bevolkingsomvang daalde verder van 23 inwoners in 1991 naar amper 5 inwoners in 2011. 
In 2014 had het handvol overgebleven inwoners van de kleine outport hun akkoord gegeven om zich naar elders in de provincie te hervestigen. Ieder huishouden kreeg in ruil van het provinciebestuur een som van circa 270.000 Canadese dollar. In 2016 waren de laatste inwoners van Round Harbour vertrokken.

## Geografie
Round Harbour bevindt zich aan de noordkust van het eiland Newfoundland. De plaats is gelegen in het oosten van het schiereiland Baie Verte aan de oevers van Notre Dame Bay.
Het verlaten dorpje is net als het 4 km westelijker gelegen spookdorp Snook's Arm bereikbaar via provinciale route 416. Beide plaatsjes zijn vanwege hun ligging aan een relatief goed berijdbare weg een van de voor toeristen makkelijkst bezoekbare spookdorpen op Newfoundland.
Bewoonde plaatsen in de relatieve nabijheid zijn onder meer Tilt Cove, Harbour Round en Brent's Cove.

## Demografische ontwikkeling
| Demografische ontwikkeling van Round Harbour tussen 1986 en 2016 |
| ---------------------------------------------------------------- |
|                                                                  |
| Bron: Statistics Canada (1986, 1991–1996, 2001–2006, 2011–2016)  |